# Chanfradura

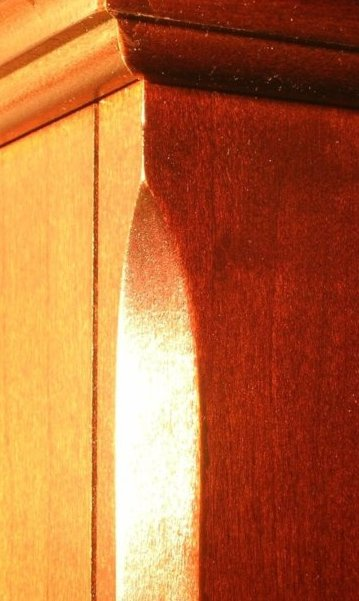
Chanfro na aresta de uma peça de mobiliário.

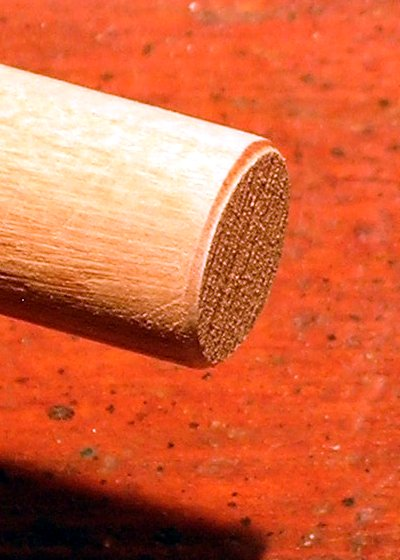
Extremidade chanfrada de uma cavilha.

Uma chanfradura ou chanfro é uma técnica pela qual se executa um chanfro, ou seja, um corte numa aresta de um corpo sólido, normalmente a 45º caso ambas as peças façam um ângulo de 90º entre si.